# Кэмерон, Алекс
Алекс Кэмерон (англ. Alex Cameron, род. 11 сентября 1988, Сидней) — австралийский музыкант, певец и автор песен.

## Карьера
Родился и вырос в Сиднее, он наиболее известен своей сольной карьерой, в котором Кэмерон изначально принял персону неудавшегося артиста. Он также является участником электронного состава Seekae. Во время живых выступлений к Камерону часто присоединяются саксофонист и Рой Моллой.
Кэмерон самостоятельно выпустил свой дебютный альбом Jumping the Shark на своем сайте в 2013 году. После привлечения внимания инди-рок-дуэта Foxygen на концерте в Париже Кэмерон много гастролировала с Маком ДеМарко, Кевином Морби, Unknown Mortal Orchestra и Angel Olsen. В 2016 году Secretly Canadian переиздали альбом для более широкой аудитории и растущей культовой фан-базы.
Продвигая альбом, Кэмерон подружился с фронтменом The Killers Брэндоном Флауэрсом и соавтором пяти треков на пятом студийном альбоме, Wonderful Wonderful. В 2017 году Кэмерон выпустил свой второй студийный альбом Forced Witness, в который вошли материалы от Molloy, Flowers, Olsen и Jonathan Rado.

## Личная жизнь
С 2017 года состоит в отношениях с художницей и актрисой Джемаймой Кёрк.

## Участники группы
- Рой Моллой — саксофон (с 2013 года — настоящее время)
- Холидей Сайдвайндер — клавишные, бэк-вокал (с 2017 года — настоящее время)
- Джастин Найссен — электрогитара, бас-гитара (с 2017 года — настоящее время)
- Анри Линдстрем — ударные, перкуссия (2017 — настоящее время)
- Джек Лэддер — электрогитара (2017 — настоящее время)

## Дискография
Сольные альбомы
- Jumping the Shark (2013)
- Forced Witness (2017)

Совместно с Seekae
- The Sound of Trees Falling on People (2008)
- +Dome (2011)
- The Worry (2014)